# Echeveria juarezensis
Echeveria juarezensis är en fetbladsväxtart som beskrevs av Walther. Echeveria juarezensis ingår i släktet Echeveria och familjen fetbladsväxter. Inga underarter finns listade i Catalogue of Life.